# Бранко Видаковић
Бранко Видаковић (Београд, 10. септембар 1959) српски је глумац.

## Биографија
Бранко Видаковић је рођен у Београду 10. септембра 1959. године. Глуму је дипломирао на Факултету драмских уметности у Београду, у класи професора Предрага Бајчетића 1983. године.
Након студија је био члан више алтернативних позоришних група и гостовао је на сценама ЈДП-а, СКЦ-а, Звездара театра, Атељеа 212 и др.
Од 1983. наступа и стални је члан Народног позоришта у Београду у којем је остварио низ запажених улога.
Ћерка Мајда и син Матeја Видаковић живе у Холандији.

## Улоге

### Филмографија
| Год.       | Назив                               | Улога                   |
| ---------- | ----------------------------------- | ----------------------- |
| 1980-е     |                                     |                         |
| 1982.      | Савамала                            | Лудвиг                  |
| 1982.      | Бунар (кратак филм)                 |                         |
| 1982.      | Руски Уметнички експеримент (ТВ)    |                         |
| 1982.      | Пикник (кратак филм)                |                         |
| 1982.      | Директан пренос                     | Бане                    |
| 1983.      | Још овај пут                        | Максов брат Лођа        |
| 1984.      | Камионџије опет возе                | Јаретов син Буле        |
| 1984.      | Опасни траг                         |                         |
| 1984.      | Камионџије 2 (серија)               | Јаретов син Буле        |
| 1985.      | Једна половина дана (ТВ)            |                         |
| 1985.      | Двоструки удар (ТВ)                 | Ђак                     |
| 1985.      | Екран снежи (ТВ)                    |                         |
| 1985.      | И то ће проћи                       | Синиша                  |
| 1985.      | Дебели и мршави                     | Пера Марковић           |
| 1986.      | Бал на води                         |                         |
| 1986.      | Црна Марија                         | Сиви                    |
| 1986.      | Мала привреда (ТВ)                  | Мајин љубавник          |
| 1986.      | Сиви дом (серија)                   | Робија                  |
| 1987.      | Телефономанија (кратак филм)        |                         |
| 1987.      | Waitapu                             | Профитер                |
| 1987.      | Погрешна процена (ТВ)               | Веселин Маслеша         |
| 1987.      | The Misfit Brigade                  | каплар Хуго Стеж        |
| 1988.      | Чавка                               | Доктор                  |
| 1988.      | Доме, слатки доме (ТВ серија)       |                         |
| 1988.      | Како засмејати господара (ТВ)       |                         |
| 1989.      | Искушавање ђавола                   | Орле                    |
| 1989.      | Шведски аранжман                    |                         |
| 1989.      | Доме, слатки доме (серија)          | Чикота                  |
| 1990-е     |                                     |                         |
| 1990.      | Виолински кључ (ТВ)                 | Милан Јанковић          |
| 1990.      | Секс - партијски непријатељ бр. 1   | Иштван Фекете „Пишта“   |
| 1992.      | Ми нисмо анђели                     | Шиља                    |
| 1994.      | Вуковар, једна прича                | Високи                  |
| 1995.      | Крај династије Обреновић (серија)   | Влахо Буковац           |
| 1995.      | Отворена врата (серија)             | Зиндовић                |
| 1995.      | Тераса на крову                     | шеф стамбеног одсека    |
| 1996.      | Лепа села лепо горе                 | профитер                |
| 1996—1997. | Горе доле (серија)                  | Стојан „Столе“ Петровић |
| 1997.      | Балканска правила                   | фотограф                |
| 1998.      | Купи ми Елиота                      | газда коцкарнице        |
| 1998.      | Повратак лопова                     | Градоначелник Цане      |
| 2000-е     |                                     |                         |
| 2000.      | Механизам                           | Брик                    |
| 2000.      | Оштрица бријача (кратак филм)       |                         |
| 2002.      | Ноћ уз видео (кратак филм)          | Радоје                  |
| 2002.      | Т. Т. Синдром                       | Цане                    |
| 2002.      | Лисице (серија)                     | Таксиста педагог        |
| 2003.      | Казнени простор 2 (серија)          | Конкурент               |
| 2004.      | Јелена (серија)                     | Марсел                  |
| 2005.      | Флерт                               | Страхиња                |
| 2005.      | Ми нисмо анђели 2                   | Младожења               |
| 2006.      | Шејтанов ратник                     | Старац Луциус           |
| 2006.      | Оптимисти                           | Човек са флашом         |
| 2006.      | Седам и по                          | Обрад                   |
| 2007.      | С. О. С. - Спасите наше душе        | Зденко                  |
| 2007.      | Маска (ТВ)                          | Барон Шхалер            |
| 2008.      | Мој рођак са села (серија)          | Адвокат                 |
| 2009.      | Кад на врби роди грожђе (серија)    | певач                   |
| 2010-е     |                                     |                         |
| 2010.      | Азиланти                            | Јанез                   |
| 2010.      | Флешбек                             | Бане                    |
| 2012.      | Интензивни ударац у главу           | Угрен                   |
| 2013.      | Мамарош                             | Жика                    |
| 2015.      | Андрија и Анђелка                   | Таксиста                |
| 2015.      | Сизиф К.                            |                         |
| 2017.      | Синђелићи                           | Анђелија                |
| 2018.      | Мамини синови                       | пацијент                |
| 2018.      | Шифра Деспот                        | Жика Аро                |
| 2019.      | Државни службеник                   | затворски лекар         |
| 2020-е     |                                     |                         |
| 2020.      | Мочвара (ТВ серија)                 | Божидар Перић           |
| 2020.      | Викенд са ћалетом                   | Бата Коњ                |
| 2021.      | Дођи јуче                           | Раде Џемперовић         |
| 2019-2021. | Жигосани у рекету                   | терапеут                |
| 2021.      | Колегинице                          | Професор                |
| 2021.      | Три мушкарца и тетка                | Роки                    |
| 2021-2022. | Коло среће                          | Владимир Берић          |
| 2022.      | Вучје бобице                        | возач аутобуса          |
| 2022.      | Радио Милева                        | Клаудије                |
| 2022.      | Aла је леп овај свет                | Жика                    |
| 2022-2023. | Шетња са лавом                      | Жика                    |
| 2022–2023. | Од јутра до сутра                   | Бошко “Буха”            |
| 2023.      | Сахрана, бижутерија и по који капут | адвокат                 |
| 2023.      | Иза камере                          | Јован Гавриловић Мано   |
| 2024.      | Кожа (ТВ серија)                    |                         |
| 2024.      | Дрим тим (ТВ серија)                | професор Дебељковић     |
| 2018—2024. | Ургентни центар                     | Др Димитрије Принцип    |
| 2025.      | Игра судбине                        | Стеван                  |

### Улоге у позоришту
| Представа                            | Улога              |
| ------------------------------------ | ------------------ |
| Последња ноћ                         | Василије           |
| Мефисто                              | Ото Улрихс         |
| Кад су цветале тикве                 | Драган             |
| Летњи дан                            | Несрећко           |
| Учене жене                           | Клитандар          |
| Ковачи                               | Петер              |
| Уображени болесник                   | Господин Диафоарус |
| Госпођа министарка                   | Др Нинковић        |
| Интимус                              | Иван               |
| Сан летње ноћи                       | Филострат          |
| Живот је сан                         | Кларин             |
| Кокице                               | Брус               |
| Др                                   | Ујка Благоје       |
| Представа Хамлета у селу Мрдуша Доња | Миле Пуљиза        |
| Призори егзекуције                   | Остенсибиле        |
| Кањош Мацедоновић                    | Лука               |
| Мизантроп                            | Оронт              |
| Код Вечите славине                   | Мукташ             |
| Народни посланик                     | Срета              |
| Љубав у Савамали                     | Богдан             |